# Дельнери, Луиджи
Луи́джи (Джи́джи) Дельне́ри часто неправильно пишется как Дель Нери (итал. Luigi Delneri; 23 августа 1950, Аквилея) — итальянский футболист и футбольный тренер.

## Игровая карьера
Дельнери дебютировал в возрасте 16 лет за футбольный клуб СПАЛ из города Феррара. Поиграв за «Фоджу» и за «Новару», он перешёл в «Удинезе», с которым получил путёвку в Серию А, высший дивизион Италии. Позже он был продан в «Сампдорию», а после побывал в таких клубах как «Виченца», «Сиена», «Про Гориция». Последним клубом Луиджи стала «Опитерджина», любительская команда из Одерцо, где он и закончил свою карьеру в возрасте 34 лет.

## Тренерская карьера
После окончания карьеры игрока Дельнери остался в Одерцо в качестве главного тренера. В 1986 он подписал контракт с клубом из Серии D «Про Гориция». Далее тренировал сицилийский «Партиникаудаче», «Террамо», «Равенну», «Новару» и «Ночерину». Последнюю команду он вывел из Серии С2 в Серию С1. После он перешёл в «Тернану» из Серии С2, которую вывел в Серию Б в течение 2-х лет, выиграв подряд Серию С2 и Серию С1.
В 1998 Дельнери назначен главным тренером клуба Серии А «Эмполи», но был уволен ещё до начала чемпионата и вернулся в Серию Б в свой прежний клуб «Тернана».
В 2000 году подписал контракт с клубом Серии Б «Кьево», который представлял определённый район Вероны. Это было начало так называемого «Чуда Кьево», в течение которого команда сначала попала в Серию А, а потом, в первом же сезоне на высшем уровне, квалифицировалась в Кубок УЕФА.
Летом 2004 года Дельнери подписал контракт с действующим победителем Лиги чемпионов «Порту». Но также, как и в случае с «Эмполи», был уволен ещё до начала сезона. Он заявил, что захотел вернуться в Италию по личным причинам. В октябре 2004 года, Луиджи стал главным тренером «Ромы», заменив на этом посту Руди Фёллера. Однако уже в марте 2005 года он был уволен, после череды поражений, которые были расценены исключительно, как ошибки Дельнери.
В середине 2005 года Дельнери возглавил сицилийский «Палермо». Команда под руководством Луиджи хорошо стартовала. «Палермо» победил в квалификационных раундах и удачно прошёл групповую стадию Кубка УЕФА, а также сенсационно выиграл 3-2 у миланского «Интернационале». Но потом началась чёрная полоса, и результаты клуба были слабыми. После домашнего поражения 3-1 от «Сиены», 28 января 2006 года, Дельнери был уволен.
16 октября 2006 года было объявлено о возвращении Дельнери в «Кьево». Несмотря на удачный старт, Луиджи не смог спасти веронцев от вылета из Серии А, драматически проиграв 2-0 в последнем туре, прямому конкуренту — «Катанье». После вылета «Кьево», Дельнери объявил, что покидает клуб, и уже в июне 2007 года, он был назначен новым тренером «Аталанты».
После двух сезонов в Бергамо Дельнери покинул «Аталанту», чтобы стать главным тренером генуэзской «Сампдории». В первый же сезон «Сампдория», под руководством Луиджи, заняла четвёртое место, что позволило клубу попасть в квалификационный раунд Лиги чемпионов. На следующий день после завершения столь удачного чемпионата, Дельнери покинул генуэзсцев, чтобы возглавить «Ювентус». 19 мая 2010 года он стал новым главным тренером туринцев. В мае 2011 года Луиджи было сообщено о его отставке по окончании сезона. Причиной отставки стало выступление команды, ставшее одним из худших за 35 лет.
23 октября 2012 года Дельнери был назначен главным тренером «Дженоа». Контракт подписан до 30 июня 2014 года. Сменил на этом посту Луиджи Де Канио. 20 января 2013 года, после поражения в домашнем матче от «Катании» (0:2), Дельнери был уволен. При нём генуэзская команда провела 13 матчей при 2 победах, 2 ничьих и 9 поражениях. Через день «Дженоа» возглавил Давиде Баллардини.
3 октября 2016 года назначен главным тренером «Удинезе». Контракт подписан сроком на 1 год с возможностью продления ещё на год. 30 мая 2017 года продлил контракт с «Удинезе» до 30 июня 2018 года. 21 ноября 2017 года, через 2 дня после поражения в домашнем матче 13-го тура Серии A 2017/18 от «Кальяри» (0:1), был отправлен в отставку.
4 сентября 2020 года назначен главным тренером клуба Серии B «Брешиа». 6 октября 2020 года был отправлен в отставку. Под его руководством «Брешиа» успела провести 2 матча в Серия B 2020/21 (ничья и поражение) и 1 — во втором туре Кубка Италии 2020/21 (техническая победа из-за неявки соперника).